# Apolon in Dafne
Apolon in Dafne je mitološka zgodba o Dafnini preobrazbi v lovor.

## Različica mitološke zgodbe
Fojbos (ali Apolon) je nekoč razžalil Kupida rekoč, da je lok naprava, primerna le za njegova ramena. Tako se je Kupid Fojbosu maščeval in ga zadel s puščico, ki povzroča ljubezen, v nimfo Dafne pa je ustrelil puščico, ki ljubezen prežene. Fojbos se je nemudoma zaljubil v nimfo, ki pa mu ljubezni ni vračala. Ker ni marala ljubiti nikogar, je očeta prosila, naj ji dovoli uživati večno deklištvo. Oče je njeni prošnji ustregel, a jo posvaril, da je njena lepota v nasprotju z njenimi željami. Fojbos pa Dafne ni mogel pozabiti. Hrepenel je po njeni ljubezni, nimfa pa se ga je ogibala. Nekoč je bežala pred njim in ko je povsem onemogla, je zaprosila očeta, naj jo spremeni in Dafne se je hipoma preobrazila v lovoriko. A tudi tako je Fojbos nimfo ljubil in lovorika je postala njegovo drevo.

## Umetniške upodobitve

### Književnost
Najznamenitejšo antično zgodbo Apolona in Dafne, ki je bila zgled kasnejšim umetniškim upodobitvam, je zapisal rimski pesnik Publij Ovidij Naso v svojih Metamorfozah.
V srednjem veku in renesansi so nastajala številna dela na temo Ovidijevih Metamorfoz, ki so največkrat obnavljala zgodbe iz Ovidijeve epske pesnitve in kjer je bila ponovno zapisana tudi zgodba o nimfini preobrazbi v lovor.
Apolonovo nesrečno ljubezen do Dafne pa opisuje tudi Pavzanias v svojih Opisih Grčije ter italijanski pesnik in pisatelj Giovanni Boccaccio v delu Genealogia Deorum Gentilum, ki opisuje grške in rimske bogove. 
Verze o Apolonu in Dafni pa je zapisal tudi Gabrielle D'Annunzio.

### Slikarstvo
Stenske poslikave z motivom Apolona in Dafne so nastajale že v 1. stoletju n. št. v Pompejih. Eno takih poslikav so odkrili tudi v hiši Casa dei Vetti. V antiki so bile poleg stenskih poslikav z mitološkimi vsebinami priljubljene tudi poslikave na vazah in mozaiki. Motiv Apolona in Dafne pa se je pojavljal tudi na tapiserijah. 
Okrog leta 1513 je Apolona in Dafne naslikal florentinski slikar Jacopo Pontormo. Renesančno sliko Dafnine preobrazbe (po zgledu Ovidijevih Metamorfoz) je upodobil italijanski umetniki Antonio Benci (Pollaiuolo). Istemu motivu se je posvetil tudi beneški slikar Paolo Caliari (Veronese).
Na platno pa so zgodbo Apolona in Dafne prenesli tudi italijanski slikar Domenico Zampieri, Anglež John Wiliam Waterhouse (1908) in flamski slikar Peter Paul Rubens (1636-1638). Motivu boga in nimfe se ni izognil niti Francoz Nicolas Poussin, ki je najprej upodobil Dafnino preobrazbo v lovor (1625), leta 1664 pa še sliko Apolonove zaljubljenosti v nimfo, na kateri Dafne objema svojega očeta.

### Kiparstvo in glasba
Kipi z motivom Apolona in Dafne so bile priljubljeni že v antiki, v 17. stoletju pa je antični motiv Dafnine preobrazbe v lovor upodobil avstrijski kipar Jakob Auer.
Kipa, ki uprizarjata bežečo nimfo in Apolona, sta okrog leta 1714 izklesala brata Nicolas in Guillaume Coustou. Kipa sta bila prvotno namenjena Ludviku XVI., zdaj pa ju hranijo v Louvru. Med najlepše kiparske upodobitve tega mita pa sodi baročni marmornati kip Apolona in Dafne, ki ga je med letoma 1622 in 1625 izklesal Gian Lorenzo Bernini.
Motiv Apolona in Dafne pa je pustil svoj pečat tudi v glasbi. Tako je nemški skladatelj Händel napisal opero Apolon in Dafne, leta 1938 pa je Richard Strauss ustvaril opero Dafne. Zgodbo Apolona in Dafne pa skozi glasbo predstavlja tajvanska ženska glasbena skupina S.H.E., in sicer v pesmi Dafne ali Lovorjeva boginja.

## Zanimivosti

### Lovor kot simbol pesništva
Dafne pomeni v grščini 'lovor', ki je veljal za Apolonu posvečeno drevo. Že pri Heziodu je bil lovor simbol pesništva, vsevednosti in preroštva. Ravno te lastnosti pa so pripisane bogu Apolonu. Heziod v Teogoniji pripoveduje, kako so mu muze naročile, naj odtrga vejico lovora, v katerega so vdahnile božansko pesniško govorico in mu dale vednost o preteklih in prihodnjih dogodkih.

### Paolina Borghese v podobi nimfe Dafne
Pogost motiv v umetnosti je bil poleg Dafnine preobrazbe v lovor tudi nimfin beg pred Apolonom. V taki podobi se je dala naslikati tudi Paolina Borghese, Napoleonova sestra, poročena s Camillom Borghese. Še danes je pomen te slike, ki jo je v 18. st. ustvaril Francoz Robert Lefèvre, neznan, a vse kaže, da Camillo ni izpolnjeval vseh zakonskih dolžnosti in so zato Paolino obkrožali številni ljubimci, ki pa jih je le stežka skrivala. Paolino v podobi nimfe Dafne bi torej lahko razumeli kot podobo nedolžne in neomadeževane ženske, saj se je Dafne spremenila v lovor ravno zato, da bi lahko ohranila svojo čistost in nedotakljivost.

### Nasin Program Apollo
Po bogu Apolonu je bil poimenovan Nasin projekt Apollo program, ki je zajemal ameriške vesoljske odprave z vesoljsko ladjo Apollo med letoma 1961 in 1972. Cilj vseh ekspedicij je bil pristanek na Luni. To je uspelo leta 1969 Apollu 11, ko je Neil Armstrong prvič stopil na Luno.

### Asteroida Apollo in Daphne
Po Apolonu nosi ime tudi asteroid, ki ga je leta 1932 odkril Karl Wilhel Reinmuth in je poimenovan z mednarodnim imenom 1862 Apollo. Gre za prvega izmed Apolonskih asteroidov.  Hermann Mayer Salomon Goldschmidt pa je leta 1856 odkril asteroid z mednarodnim imenom 41 Daphne, ki je dobil ime po nimfi Dafne.